# 김화집
김화집(金和集, 1909년 5월 26일~2006년 7월 8일)은 대한민국의 축구인이다. 한국의 첫번째 국제 심판이며, 1924년부터 1932년까지 조선의 축구 선수로 활동했고 1933년부터는 축구 심판이 되었다. 한국OB축구회 명예회장으로 활동하기도 한 그는 2005년, 축구 명예의 전당에 공헌 부문 헌액자로 선정되었다.

## 생애
1909년 5월 26일 평안남도 평양에서 태어났다. 광성보통학교에서 처음으로 축구를 시작한 뒤, 1924년 배재고등보통학교에 들어가고 1929년에는 보성전문학교에 입학하였다. 1929년과 1930년에 경평전에서 경성 대표로 뛰기도 하였다. 1932년에 선수 생활을 마치고 1933년에 심판이 되어 경평전에 참가하였다.
한편 1933년 조선축구협회 창립 당시에 발기 위원으로 참가하고, 같은 해에 심판 이사가 되었다. 1937년 전국 축구 대회 결승에서 연희전문학교와 보성전문학교의 심판을 맞았다. 1951년에는 대한민국에서 최초로 국제 축구 연맹 공인의 국제 심판 자격을 취득하여 1954년까지 심판 활동을 하였다.
1952년 4월에 대한민국 축구 국가대표팀의 감독직을 맡아 1952년 하계 올림픽에 참가하기 위해서 같은 해 3월 15일부터 3월 17일까지 선수 선발전을 치렀다. 하지만 정부는 예산 부족으로 구기 종목인 축구와 농구 중 한 종목만 보내기로 하자, 이승만 대통령이 두 종목 모두 출전을 금지시키는 바람에 올림픽 출전이 좌절되었다. 1953년에 홍콩과 싱가포르에 동남아시아 원정 순회 경기를 가 싱가포르, 홍콩, 말레이시아, 인도네시아와 열세 경기를 가진 후 귀국하였다. 하지만 원정 비용으로 14,600 달러를 쓰는 바람에 김화집은 대표팀 감독에서 자진 사퇴하였다.
1949년 6월, 체육신문사 주최로 서울에서 제1회 전국 여자 체육 대회가 열렸다. 김화집은 무학여자중학교 감독으로 출전, 우승을 차지하였다. 다음 해에 한국 전쟁이 일어나 다음 대회는 무산되었다. 1985년 4월 12일에 여자 축구 국가대표팀을 창단하였다. 하지만 1년도 못 되어 흐지부지 해산된 뒤에 우여곡절 끝에 1988년에 대표 팀을 재창단하고, 1989년에 일본을 상대로 데뷔전을 치렀는데 1 : 15로 패하고 말았다. 이어 대회 5연전에서 2득점 30실점(1승 4패)을 기록한 뒤에 다시 해산되었다.
2005년 6월, 서울 월드컵 경기장 내에 개관되는 월드컵 기념관에 마련된 축구 명예의 전당에 공헌 부문 헌액자로 선정되었다.
 2005년 5월 뇌경색으로 쓰러진 뒤 투병 생활을 거쳐 2006년 7월 8일에 사망하였다. 사후에 김화집상이 제정되었다.

## 수상
- 대한체육회 공로자 표창장: 1949[20]

## 기타
- 과거 농구연맹전에도 참여하는 등 과거 축구보다 농구에서 더 활약했다.[21]